# Ollas de Caramacate (Venezuela)
Pour les articles homonymes, voir Ollas de Caramacate et Ollas.
Ollas de Caramacate, ou Las Ollas, est la capitale de la paroisse civile d'Ollas de Caramacate de la municipalité de San Casimiro de l'État d'Aragua au Venezuela.